# Петър Петров (оперен певец, р. 1947)
Вижте пояснителната страница за други личности с името Петър Петров.
Петър Петров е прочут български оперен певец, бас.

## Биография
Учи пиано и солфеж при композитора Драгия Тумангелов. След гимназията учи във Висшия химикотехнологичен институт в София, като в същото време продължава музикалната си подготовка при Гизела Бернщайн. След завършването (1968) на ВХТИ и спечелен конкурс е солист в Операта в Стара Загора (1968 – 1969). Работи по разпределение като инженер в Металургичния комбинат Кремиковци (1970 – 1972) и като научен сътрудник в Института по електропромишленост в София (1972 – 1974).
Успоредно учи като извънреден студент в класа на проф. Илия Йосифов и е солист на известния мъжки хор „Гусла“. На 4-тия републикански фестивал на художествената самодейност е награден със златен медал (1974). По препоръка на председателя на журито проф. Георги Димитров му е отпусната държавна стипендия за Италия. Завършва съкратен курс на Академия „Санта Чечилия“ в Рим (1975 – 1976). По време на следването си става лауреат на конкурси, записва арии из опери за RAI и участва в много концерти в Италия.
След завръщането му е назначен за солист на Софийската опера. Оттогава печели множество награди на конкурси, гастролира с редица роли по сцените на Европа.
Отбелязва 40 години на сцената с концерт на 19 ноември 2009 г.

## Галерия
- като Захария
- като  „Ернани“ Гомес да Силва
- като Бартоло